# Вальдвайлер
Вальдвайлер (нем. Waldweiler) — община в Германии, в земле Рейнланд-Пфальц. 
Входит в состав района Трир-Саарбург. Подчиняется управлению Келль ам Зее.  Население составляет 851 человек (на 31 декабря 2010 года). Занимает площадь 11,08 км².